# Alejandro Cichero (ur. 1977)
Alejandro Enrique Cíchero Konarek (ur. 20 kwietnia 1977 w Caracas) – wenezuelski piłkarz, grający na pozycji obrońcy.

## Kariera klubowa
Karierę piłkarską Cichero rozpoczął w Trujillanos. W 1995 roku został włączony do kadry pierwszego zespołu. Przez dwa lata gry w tym klubie Cichero rozegrał 48 spotkań. Jego dobra gra zaowocowała transferem do Benfiki Lizbona. Tam jednak nie miał większych szans na grę w pierwszym składzie i w 1998 roku przeniósł się do Cagliari Calcio. Tu też Cichero walczył o miejsce w pierwszym składzie. Odbudował się dopiero w Italii Caracas, do którego trafił w 2000 roku. W barwach tego klubu Cichero rozegrał 26 spotkań i strzelił 5 goli.
W 2001 roku Cichero przeniósł się do Urugwaju, gdzie grał w Central Español. Później grał jeszcze w dwóch innych klubach z Montevideo: w Cerrito i Nacionalu. Ogółem w lidze urugwajskiej Cichero rozegrał 61 spotkań i strzelił 5 goli.
W 2005 roku Cichero podpisał kontrakt z Liteksem Łowecz, klubem grającym w bułgarskiej ekstraklasie. W barwach tego klubu Cichero rozegrał 56 spotkań i strzelił 5 goli. W 2008 roku Cichero przeniósł się do Chin, gdzie grał w Shandong Luneng Taishan. Z tym klubem zdobył mistrzostwo kraju (2008). Po zakończeniu kontraktu z tym klubem, w 2010 roku Cichero powrócił do Wenezueli, gdzie przez pół roku bronił barw Caracas FC.
Od lipca 2010 roku Cichero jest zawodnikiem Millonariosu Bogota, klubu grającego w kolumbijskiej Categoría Primera A.

## Kariera reprezentacyjna
W reprezentacji Wenezueli Cichero zadebiutował w 2002 roku. Z reprezentacją Cichero występował na Copa América w latach 2004 i 2007. Po Copa América 2007 Cichero ogłosił zakończenie kariery reprezentacyjnej. Ogółem w latach 2002–2007 rozegrał dla Wenezueli 47 spotkań i strzelił w nich 2 gole.

## Życie prywatne
Alejandro Cichero jest wnukiem polskiego emigranta Stefana Konarka. Jego młodszy brat, Gabriel jest także reprezentantem Wenezueli.